# 安贾里
安贾里（義大利語：Angiari），是意大利威尼托大区维罗纳省的一个市镇。总面积13.46平方公里，人口2119人，人口密度157.4人/平方公里（2009年）。国家统计（ISTAT）代码为023003。